# جيرمي سترونغ
جيرمي سترونق (بالإنجليزية: Jeremy Strong)‏ (و. 1978 – م) هو ممثل، وممثل مسرحي، وممثل أفلام، وممثل تلفزيوني من الولايات المتحدة الأمريكية . ولد في بوسطن .

## التعليم
تعلم في الأكاديمية الملكية للفنون المسرحية

## روابط خارجية
- جيرمي سترونغ على موقع IMDb (الإنجليزية)
- جيرمي سترونغ على موقع ميتاكريتيك (الإنجليزية)
- جيرمي سترونغ على موقع روتن توميتوز (الإنجليزية)
- جيرمي سترونغ على موقع قاعدة بيانات الأفلام العربية
- جيرمي سترونغ على موقع ألو سيني (الفرنسية)
- جيرمي سترونغ على موقع أول موفي (الإنجليزية)
- جيرمي سترونغ على موقع قاعدة بيانات برودواي على الإنترنت (الإنجليزية)
- جيرمي سترونغ على موقع قاعدة بيانات الأفلام السويدية (السويدية)
- جيرمي سترونغ على موقع قاعدة بيانات الفيلم (الإنجليزية)
- جيرمي سترونغ على موقع كينوبويسك (الروسية)